# 奚牧
奚 牧（けい ぼく、生年不詳 - 397年）は、中国の北魏の軍人・政治家。本貫は代郡。

## 経歴
智謀にすぐれ、道武帝の寵遇を受け、「仲兄」と称された。385年、劉顕が道武帝の殺害を謀ると、梁眷がその計画を察知し、ひそかに奚牧や穆崇とともに七介山に向かって道武帝に知らせた。道武帝は賀蘭部に逃れて難を逃れた。奚牧は功績により治民長となった。
396年（登国11年）、道武帝が後燕の慕容宝を攻撃すると、奚牧は輔国将軍の位を加えられ、晋川の地を攻略し、後燕の丹陽王慕容買得と離石護軍の高秀和を平陶で捕らえた。并州刺史となり、任城公の爵位を受けた。397年（皇始2年）、并州は後秦と国境を接しており、たびたび侵入を受けたので、奚牧は姚興に手紙を書き送って、その中に「頓首」と書いた。これは対等の礼とみなされるもので、侵犯をおこなった姚興を責める意図を含んでいた。後秦は北魏と通交関係にあったので、姚興は奚牧を恨んで道武帝に訴え、道武帝は奚牧を処刑した。

## 伝記資料
- 『魏書』巻二十八 列伝第十六
- 『北史』巻二十 列伝第八